# Rick Schofield
Richard Schofield (Pickering, 23 aprile 1987) è un hockeista su ghiaccio canadese, milita come attaccante nel Düsseldorfer Eislauf-Gemeinschaft, squadra della Deutsche Eishockey Liga.

## Carriera
Dopo le esperienze a livello giovanile ed universitario, Schofield firmò - nell'aprile 2011 - un contratto di un anno con gli Anaheim Ducks coi quali tuttavia non esordì mai in NHL, giocando per l'intera stagione nella squadra satellite in American Hockey League, i Syracuse Crunch. Nella stagione successiva ha giocato coi Rochester Americans, sempre in AHL.
Dal 2013 ha stabilmente giocato in Europa, perlopiù in EBEL/ICE Hockey League, dove ha vestito le maglie di Bolzano (con cui ha vinto il titolo 2013-2014), VSV, Black Wings Linz e Red Bull Salisburgo. Ha giocato la stagione 2022-2023 in Deutsche Eishockey Liga coi Nürnberg Ice Tigers, ma ha fatto ritorno in ICE Hockey League già nel maggio del 2023, messo sotto contratto dal Val Pusteria.

## Palmarès
- EBEL: 1

Bolzano: 2013-2014